# Ферровіаріу (Луанда)
Клубе Ферровіаріу ді Луанда або просто Ферровіаріу (порт. Clube Ferroviário de Luanda) — професіональний ангольський футбольний клуб з міста Луанда.

## Історія клубу
Клуб було засновано залізничниками 13 червня 1915 року. «Ферровіаріу» здобував перемоги в Чемпіонаті провінції Ангола в 1953, 1957 та 1962 роках.

## Стадіон
Клуб проводить свої домашні матчі на стадіоні «Ештадіу душ Конкейруш», який вміщує 12 000 глядачів.

## Досягнення
- Чемпіонат провінції Ангола:
  -  Чемпіон (3): 1953, 1957, 1962